# Bianca a Giuseppe aneb Francouzové před Nizzou
Bianca a Giuseppe aneb Francouzové před Nizzou (v německém originále Bianca und Giuseppe oder Die Franzosen vor Nizza) je první veřejně uvedená a současně nejúspěšnější opera českého skladatele Jana Bedřicha Kittla na libreto německého skladatele a básníka Richarda Wagnera. Z hudebního hlediska patří k nejvýznamnějším českým operám 19. století před nástupem Bedřicha Smetany. Opera byla poprvé uvedena v Praze revolučním roce 1848 a popularitu získala i díky námětu z doby Velké francouzské revoluce, který aktuálně souzněl s dobovou náladou.

## Vznik a historie díla

### Libreto Richarda Wagnera a vznik opery
Richard Wagner začal náčrt libreta podle románu Heinricha Königa Die hohe Braut psát v roce 1836, v době, kdy působil ve Würzburgu, ale již se pokoušel prosadit v Paříži. Libreto reagovalo na čerstvou popularitu žánru "velké opery" a obsahovalo efektní romantický příběh zasazený do napjaté historické doby. V roce 1838 poslal námět libreta známému francouzskému libretistovi Eugènu Scribovi se žádostí, aby je ve francouzštině rozpracoval a zasadil se o to, aby Pařížská opera zadala složení hudby Wagnerovi. Scribe na žádost nereagoval; Wagner mezitím dohotovil německé libreto. Současně pracoval na Rienzim (opožděná premiéra 1842), rovněž ve stylu velké opery, ale již na cestě k wagnerovskému "hudebnímu dramatu", kterou upevnil Bludným Holanďanem (1843). Libreto, které již neodpovídalo jeho uměleckému směřování, proto je nabízel jiným skladatelům, nejprve Karlu Reissigerovi (1842), poté Ferdinandu Hillerovi (1845), nakonec si je však odvezl právě Jan Bedřich Kittl, který Wagnera roku 1847 navštívil v Drážďanech při návratu ze své cesty po Německu a Skandinávii. Ihned začal operu zhudebňovat a již počátkem následujícího roku ji uvedl v pražském Stavovském divadle.
Wagner s Kittlem udržoval čilou korespondenci a zajímal se o osud díla; pro případ, že by byly nějaké potíže s prosazením opery nebo s kvalitou jejího provedení, nabízel její uvedení v Drážďanech, kde byl kapelníkem. Nedlouho před provedením opery po Kittlovi požadoval změnit závěr hotové opery; namísto vypjatě vlasteneckého konce, kdy Giuseppe vyzývá k boji proti francouzským útočníkům a sám přitom padne, chtěl Wagner osudovější, dramatičtější závěr, kdy je individuální hrdina drcen tíží osudu. Kittl této žádosti nevyhověl, stejně jako žádosti, aby operu uvedl pod názvem původní předlohy Die hohe Braut (Vznešená nevěsta), anebo žádosti, aby pro charakterizaci francouzského revolučního vojska využil hudebního motivu Marseillaisy (místo toho použil Kittl jinou revoluční píseň Ça ira). Další Wagnerova podmínka, totiž že nebude uváděn jako autor libreta, byla dodržena na divadelních cedulích, nikoli však jinde, neboť Wagnerovo autorství bylo veřejným tajemstvím. Wagner měl v úmyslu zúčastnit se premiéry opery v Praze, nakonec však přijet nemohl a operu nikdy neviděl; rovněž písemný styk s Kittlem byl od té doby na dlouho přerušen.
Kittl sice komponoval na Wagnerovo libreto a byl jeho příznivcem, jeho hudba má však jen málo společného s Wagnerem. Přímý vzor měla více ve francouzské velké opeře dávané často ve Stavovském divadle (Meyerbeerovi Hugenoti, Auberova Němá z Portici, Rossiniho Vilém Tell) a v Kittlově osobní inklinaci ke komornějšímu a umírněnějšímu žánru německé romantické hudby. Dobová kritika si povšimla, že opera není důsledně dělena na recitativy a árie či ansámbly jako opery italské, ale na širší uzavřená čísla dále členěná na menší útvary. Árie a duety navíc z hudebního a dramatického hlediska ustupují zejména širším ansámblům a sborům.

### Jevištní život opery
Bianca a Giuseppe byla provedena s náležitou výpravou a stala se významnou kulturní událostí. Kritika Kittla za hudbu všeobecně chválila, i když vytýkala přílišnou délku první verze (představení trvalo čtyři a půl hodiny - brzy následovaly podstatné škrty), jakož i hrubou komiku výstupu s mnichy, kterou naopak oceňovalo obecenstvo. Nejúspěšnější bylo druhé dějství, které bylo dáváno i samostatně. Revoluční události na jaře 1848 odsunuly zájem veřejnosti o divadlo obecně do pozadí, vojenské melodie z Biancy a Giuseppeho však byly hojně zpívány povstalci. Stejný zájem vzbudila obnovená nastudování v letech 1849 a 1850; následovaly další inscenace v letech 1852, 1857, 1868 a 1870 stejně jako zahraniční provedení v Drážďanech (1851), Frankfurtu nad Mohanem (11. dubna 1853) a Štýrském Hradci (5. prosince 1854). V pražském divadle byla ve čtvrtstoletí po své premiéře nejvíce uváděnou operou domácího skladatele. Pod vlivem nástupu Wagnerových a Verdiho oper a myšlenky národní opery reprezentované např. Bedřichem Smetanou však byla postupně považována za zastaralou. To vytýkala část kritiky i při první premiéře Biancy a Giuseppeho v češtině (Prozatímní divadlo 20. září 1875 v překladu Bedřicha Pešky a pod taktovkou Jana Nepomuka Maýra), ostatně ani obecenstvo tehdy již nezaujala a dočkala se jen tří repríz.
Po uvedení v Hamburku (premiéra 2. ledna 1886), kde zazněla v úpravě Hermanna Zumpeho a pod původně zamýšleným názvem Die hohe Braut, byla Kittlova opera na dlouho zapomenuta. Znovu ji nastudovala až Pražská konzervatoř roku 1961 při příležitosti oslav 150 let od svého založení a jako vzpomínku na svého zasloužilého ředitele Jana Bedřicha Kittla, a to pod titulem Francouzové před Nizzou. Opět - a prozatím naposledy - byla uvedena v poloscénické podobě ve Stavovském divadle v roce 2003 (premiéra 20. 3. a dvě reprízy), a to v rámci projektu Český triptych 1 - Předsmetanovská opera.

## Osoby a první obsazení
| osoba | hlasový obor | premiéra (19.2.1848) |
| --- | ------------ | -------------------- |
| Markýz Malvi | bas          | Karel Strakatý       |
| Bianca, jeho dcera | soprán       | Henriette Großerová  |
| Hrabě Rivoli | baryton      | Wilhelm Versing      |
| Giuseppe, myslivec, syn správce na markýzově statku, soukojenec Blančin                                                                    | tenor        | Josef Reichel        |
| Vincenzo Sormano | bas          | Eduard Kunz          |
| Brigitta, harfenice | mezzosoprán  | Kateřina Podhorská   |
| Clara, měšťanské děvče z Nizzy | soprán       | Cecílie Soukupová    |
| Bonatti, kaprál | tenor        | Josef Emminger       |
| Pobočník |              | Václav Hametner      |
| Cola, žebrák | bas          | František Brava      |
| První poustevník | bas          | Karl Dolt            |
| Druhý poustevník | bas          | Ignác Illner         |
| Šlechtici a šlechtičny z Nizzy, doprovod a sluhové markýze, vesničané, muzikanti, poutníci, spiklenci, vojáci z Nizzy a francouzští vojáci |              |                      |
| Dirigent: J. B. Kittl |              |                      |

## Děj opery
Opera se odehrává roku 1793 ve městě Nizze a okolí.

### 1. jednání
(Venkovská náves před zámkem markýze Malviho) Připravuje se slavnost a lid se veselí (sbor Freut euch, freut euch!). Mezi nimi je dívka Clara i Giuseppe, syn správce panského statku, do kterého je Clara zamilována. Ten se však radovat nemůže; přiznává se Claře, že jeho srdce patří jiné. Sbor oslavuje dceru markýze, slečnu Biancu, a vysmívá se starému chromému žebrákovi Colovi, který by si také rád zatančil (arioso Ich gäb' was drum, könnt' ich). Rozzlobená Clara vyhmátne natruc mezi přítomnými kaprála Bonattiho a představí ho vesničanům jako svého ženicha. Bonatti je překvapen, ale potěšen (tercet Wie dies geschah, soll man mir sagen a árie se sborem Hurrah! Hurrah!). Veselice pokračuje.
Přichází Bianca a ihned se setkává z Giuseppem; to do ní je mladík zamilován. Jejich lásce ale stojí v cestě rozdílné společenské postavení a ostatně i skutečnost, že má být brzy provdána za hraběte Rivoliho. Giuseppe má bojovnou náladu a proklíná stavovská privilegia a jejich představitele; jakožto syn správce statku navíc trvá na svém právu vyzvat panskou dceru k tanci (rozsáhlý duet O Gott sei dank!... Verderben komme über alle).
Markýz zahájí slavnost a připomene lidu povinnou věrnost králi (Habt dank und sei auch mir gegrüßt). Za zvuků vesnické kapely (na jevišti) probíhají slavnostní obřady (pochod a tanec savojských chlapců). Žebrák Cola vyprosí, aby mohla na slavnosti zazpívat harfenistka Brigitta (árie O ihr an Glanz und Freude reichen). Její zpěv vyvolá rozhořčení hraběte Rivoliho: Brigitta je totiž jeho sestra, která se poskvrnila láskou k neurozenému člověku, a byla proto vyhnána a zavržena. Markýz Malvi a Bianca jsou sice zaraženi a je jim Brigitty líto, Rivoli ale vyzývá k tanci, o který žádá Biancu. Tu se však o první tanec hlásí Giuseppe, čímž vyvolá pozdvižení. Jen markýzovi biřici jej od Bianky odtrhnou a chtějí jej na Malviho rozkaz uvěznit (závěrečný ansámbl Hinweg, wem lieb sein Leben). Náhle se však v davu objevuje ozbrojený Sormano; v momentu překvapení se Giuseppemu podaří utéci.

### 2. jednání
(Vrcholky Alp na hranici mezi Nizzou a Francií) Sormano a Giuseppe jsou v bezpečí v kouzelné horské krajině (scéna In Sicherheit sind wir). Sormano vypravuje Giuseppemu svůj příběh: to on je Brigittiným manželem. Z nenávisti vůči Rivolimu se postavil do čela vzbouřenců podporovaných Francií a ke své manželce se hodlá vrátit teprve poté, co se pomstí za její pohanu (árie Nun denn! Vernimm und lern' mein Schicksal). Sormano Giuseppeho přesvědčuje, aby se přidal k povstalcům a ukázal vojsku cestu horami, Giuseppe se ale zdráhá zradit svou vrchnost (duet Du siehst mich hier als der Verbannten Haupt). Náhle do ticha hor zaznívají trojí zvuky - z jedné strany vojenská hudba přibližujícího se vojska, z druhé strany pohřební průvod (Sei gnädig, Herr, der Armen). Přináší tělo Brigitty, kterou našli utopenou v horské potoce. Konečně zezdola zaznívá svatební hudba: dnes si bere hrabě Rivoli Biancu. To Giuseppa přesvědčí, aby se přidal k povstalcům, kterým Sormano dává signál k útoku na pevnost Saorgio.

### 3. jednání
(Komnata na markýzově zámku) Bianca si o samotě zoufá nad svou ztracenou láskou (So ist es wahr? Und muß ich's glauben?). Přichází Clara se špatnou zprávou: útok povstalců se nevydařil, Giuseppe i Sarmano byli zajati, jsou nyní vězněni v pevnosti a čekají na popravu. Clara prosí Biancu, aby jí pomohla Giuseppeho osvobodit (duet Preis dir, mein Gott! Ich treffe Euch allein... Allmächt'ger, sei gepriesen). Pro nevěstu přichází nejdříve její otec, markýz Malvi. Bianca se mu svěřuje, že je zamilována do Giuseppeho; pokud otec zařídí jeho osvobození, je Bianca ochotna vzít si nenáviděného Rivoliho. Markýz svoluje a Rivoli si ji odvádí (duet Verweil', mein Kind, und höre deinen Vater a tercet Ist's mir erlaubt, zu nahn mit dieser Wunde).
(Proměna: Před pevností Saorgio) Pevnost hlídá vojenská jednotka, již velí Bonatti, a oddává se pití (sbor Stößet an, wack're Kameraden!). Provázena Colou přichází Clara, v níž sbor vítá Bonattiho nevěstu. Následně se objevují dva poustevníci, kteří přicházejí vyzpovídat oba odsouzence na smrt. Clara je přesvědčí, aby se přidali k zábavě u stolu a u džbánů, kterou sama rozproudí písní Mein Schatz ist ein Soldat. Poustevníci se dají lehce přemluvit a sami dají k dobru svému stavu přiměřenou nábožně-rozvernou píseň Ein armer Sünder ließ mich Rufen. Cola s Clarou mezitím nepozorovaně proniknou do pevnosti a vyvedou z ní Giuseppeho a Sarmana rovněž v převlečení za poustevníky. Když vojáci zjistí, že vězni zmizeli, je již pozdě.

### 4. jednání
(Hlavní ulice v Nizze) Sarmano a Giuseppe jsou dosud v převlečení a se soumrakem hodlají uprchnout z Nizzy do Francie, i když se Giuseppe nerad vzdává myšlenky na shledání s Biancou (scéna a duet Willkomm'ne Nacht!... Warum mein Leben mir erhalten).
Ulice se zaplňuje lidem, který přišel sledovat svatbu Biancy a Rivoliho bor Seht, welcher Glanz! Seht, welche Pracht!). Clara a Cola a přinášejí zprávu o Giuseppově a Sarmanově omilostnění. Když však Giuseppe vidí svatební průvod, přiměje jej Sarmano k přísaze pomsty na Rivolim (duet Der Sünder soll erbleichen); oba se vmísí do davu a když se zástup rozestoupí, leží Rivoli na ulici mrtev. Bianca však již předtím požila jed, aby nemusela žít ve vnuceném manželství, a umírá v Giuseppově náručí. Všeobecný zmatek se přemění v paniku, když přijde zpráva o tom, že Francouzi dobyli pevnost Saorgio a chystají se vpadnout do města. Giuseppe mění svou přináležitost a staví se do čela obránců města (Zu meines Königs Fahnen). První kulkou dobyvatelů padne.

## Nahrávky
Obě novodobá nastudování Biancy a Giuseppeho existují na nahrávkách, které však nejsou obchodně dostupné.
- 1961 (15.6.), živá nahrávka z Tylova (Stavovského divadla). Zpívají: (Malvi) Ladislav Mráz, (Bianca) Miroslava Fidlerová, (Rivoli) Jiří Schiller, (Giuseppe) Jaroslav Kachel, (Sormano) Antonín Švorc, (Brigitta) Jaroslava Dobrá, (Clara) Helena Tattermuschová, (Bonatti) Jan Hlavsa, (Cola) Karel Berman, (1. mnich) Antonín Votava, (2. mnich) Jiří Joran. Orchestr a pěvecký sbor posluchačů Státní konservatoře Praha řídí Bohumír Liška. Zpíváno v českém překladu.
- 2003 (20.3.), živá nahrávka ze Stavovského divadla. Zpívají: (Malvi) Jiří Kalendovský, (Bianca) Zdena Kloubová, (Rivoli) Vratislav Kříž, (Giuseppe) Tomáš Černý, (Sormano) Jiří Sulženko, (Brigitta) Pavla Vykopalová, (Clara) Iveta Jiříková, (Bonatti) Vladimír Doležal, (Cola) Aleš Hendrych, (1. mnich) Alfréd Hampel, (2. mnich) Pavel Novál. Orchestr Národního divadla v Praze a Kühnův smíšený sbor řídí Jan Chalupecký. Zpíváno v německém originále.

Finále druhého dějství bylo jako jediné vydáno veřejně, a to Supraphonem v roce 1971 v kompletu LP Dějiny českého divadla - soubor zvukových dokumentů. Zpívají (Giuseppe) Jiří Zahradníček a (Sormano) Antonín Švorc, orchestr a sbor Smetanova divadla řídí Josef Chaloupka.